# 映像コンテンツ権利処理機構
一般社団法人映像コンテンツ権利処理機構（えいぞうコンテンツけんりしょりきこう、英: audiovisual Rights management association、略称：aRma）は、映像実演の権利処理に係る業務を一元化するために日本音楽事業者協会、音楽制作者連盟、日本芸能実演家団体協議会によって2009年4月に設立された団体。
実演家著作隣接権センター（CPRA）の椎名和夫運営委員が旗振り役の一人とされる。

## 沿革
- 2009年4月30日 - 設立
- 2011年7月12日 - 映像実演権利者合同機構、演奏家権利処理合同機構MPNが入会

## 社員
- 日本音楽事業者協会
- 日本芸能実演家団体協議会
- 日本音楽制作者連盟
- 映像実演権利者合同機構
- 演奏家権利処理合同機構MPN